# Литовский зоопарк
Литовский зоопарк, прежде известный как Каунасский зоопарк — зоопарк в Литве. Расположен в парке Ажуолинас на юго-западе староства Жалиакалнис Каунаса. Территория зоопарка составляет 15,9 га.
Зоопарк был основан в 1935 году литовским зоологом Тадасом Иванаускасом и открыт 1 июля 1938 года с 40 животными. По данным 2009 год, в зоопарке содержалось более 2800 насекомых, рыб, амфибий, пресмыкающихся, птиц и млекопитающих.
В 2020 году зоопарк в Каунасе был закрыт на реконструкцию, продлившуюся до 13 ноября 2023. В ходе реконструкции в зоопарке была построена ветеринарная клиника.